# 風暴Z
風暴Z（俄语：Шторм-Z，英语：Storm Z）是俄羅斯於2022年夏季开始建立的一系列懲戒部隊單位之一。但与私人軍事公司不同的是，该军事单位一直处于俄罗斯国防部的控制之下。

## 背景[4]
俄罗斯总统新闻秘书德米特里·佩斯科夫在回答《生意人报》调频关于杀人犯弗拉季斯拉夫·卡纽斯被赦免一事表示，那些在俄罗斯被判犯有严重罪行的人在乌克兰前线“用鲜血赎罪”。佩斯科夫首次正式承认招募犯有严重罪行的人到前线，并随后得到总统的赦免。他明确区分了正常的宽大处理法律程序和适用于参战囚犯的方式。
据总统新闻秘书称，赦免有两种方式。第一个是通过认罪、联邦监狱管理局、地区、联邦区、中央委员会和总统层面的决定。第二种方式是罪犯“在战场上、在突击队中、在子弹下、在炮弹下用鲜血赎罪”。
“用鲜血赎罪”是苏联国防人民委员约瑟夫·斯大林第227号命令《关于加强红军纪律和秩序以及禁止擅自撤出战斗阵地的措施》的命令中的一句话。根据该命令，在与纳粹德国的战争期间，红军部队中建立了惩戒营和连。该命令特别规定，“因怯懦或不稳定而违反纪律”的士兵将被送往“前线更困难的地区，让他们有机会用鲜血赎罪对祖国犯下的罪行”。

## 历史
根据前风暴Z成员达尼尔-图连科夫（Даниил Туленков ）称，风暴Z是国防部的一支特殊志愿突击队，由前囚犯组成。招募工作于 2022 年夏季开始，由瓦格纳 PMC 负责人叶夫根尼·普里戈任亲自负责。在其结构中，该部门被称为“Project K”。据普里戈任称，根据这一计划，有 5 万人奔赴前线。
根据俄罗斯媒体RTVI消息人士称，当时已经有至少两个与国防部有关的“风暴”部队一个是2022年7月在卢甘斯克组建的突击营，另一个是来自北奥塞梯的志愿者联合分遣队。
2022年9月15日，RT播放了纪录片《顿巴斯的捍卫者在前线》中，“风暴”被描述为“被派往最困难地区”的“特种部队突击队”。但没有提及其人员成分。
RTVI 特约记者阿列克谢·索赫涅夫 (Alexey Sochnev) 表示，瓦格纳 PMC 被剥夺招募囚犯参与敌对行动的能力后，名为“Storm Z”的突击部队于 2023 年 1 月成立。
自2023年2月起，该项目由国防部管辖，并更名为“风暴Z”和“风暴V”。参与条件：总统赦免，在前线担任冲锋队六个月，然后返回家园，或根据合同继续服役。目前，赦免已被假释所取代。 成员只有40-50% 机率幸存下来。
2023 年 1 月 20 日，布良斯克地区的参议员加林娜·索洛敦(Galina Solodun)在自己的 Telegram 频道中发布了布良斯克前线人员的视频，站在坦克上的军事人员介绍自己为“风暴”小队，在最前线执行任务。
2023年1月25日，国防部发布了一段风暴战斗人员进行战斗协调的短视频。
風暴Z部隊的进入西方公众视线是在2023年4月6日首次被揭露，當時烏克蘭軍隊俘獲了一份詳細描述俄羅斯從罪犯中招募和編制成士兵的文件。俄羅斯國防部在與瓦格納集團領導人葉夫根尼·普里戈任關係惡化後，開始模仿瓦格納集團招募罪犯的模式。這些懲戒部隊的成員從俄羅斯監獄中招募，俄羅斯國防部承諾成功服役後他們將減免刑期，並每月可獲得2200美元的報酬。
2023年5月26日，罗斯托夫地区安全部队收到有关“风暴Z”分队39名逃兵从利西昌斯克市逃离的信息。在逃亡过程中，卢甘斯克人民共和国国家安全部一名军官被杀。内务部罗斯托夫地区主要部门新闻处随后表示，正在澄清有关越狱的信息。该事件尚未得到正式报道。
2023年7月6日，俄罗斯媒体ugra-tv播出关于风暴-Z部队的一个影片，称他们是俄罗斯军队“战备最充分的部队之一”。
俄軍各個司令部和部隊都擁有風暴Z連，首先服役於第8近卫合成集团军和頓涅茨克人民共和國內務部。在2023年烏克蘭反攻期間，風暴Z部隊在扎波羅熱州南部進行戰鬥，該地區有報導稱俄軍督戰部隊射殺任何從前線撤退的風暴Z部隊成員 。風暴Z部隊也部署到斯瓦托夫-克雷明納防線，對烏克蘭陣地進行「高度消耗性攻擊」，第76和第98近衛空降師與他們協同作戰。
美国獨立智庫戰爭研究所評估，風暴Z部隊被派遣到戰鬥疲勞的俄羅斯部隊中。他們還報告說，每個連由100人組成，分為四個由10人組成的俘虜小隊、四個由10人組成的火力支援小隊、一個由2人組成的指揮小組、一個由5人組成的戰鬥工程小組、一個由8人組成的偵察小組、一個由3人組成的醫療小組和一個由2人組成的無人機組。每個連只會接受10到15天的訓練，然後被派往戰場實際作戰，特別是在巴赫穆特戰役和阿夫迪伊夫卡戰役中進行城市巷戰。
据路透社对知情人士的采访称，这些惩戒小队每支大约有 100 至 150 人，隶属于正规军部队，通常被派往前线最暴露的地区，并且经常遭受重大损失。 Z小队奋力击退乌克兰东部和南部的反攻。
俄罗斯国防部表示，“风暴”分队的目的是突破乌克兰军队防御最困难和最坚固的地区。在训练场，突击战士接受训练，作为战场上战术小组的一部分，使用手榴弹、火箭弹和小型武器压制火力点和狙击手阵地。正如他们所说，冲锋队必须在距离敌人仅一箭之遥的条件下行动。

## 名称来源

路透社称，Storm-Z是俄罗斯军队使用的一个非官方术语，将突击部队的术语与字母Z结合起来，军方采用字母Z作为入侵乌克兰的象征。
俄罗斯军官尤里·科特诺克（Yuri Kotenok）和亚历山大·科茨（Alexander Kots）在接受 RTVI 采访时否认了路透社说法。亚历山大·科茨表示不能说 "风暴 Z "完全是罪犯；尤里·科特诺克表示，"Z "是我们部队的名称之一，当然不是 "зеки（拉丁化：zeki，俄语在囚罪犯之意）"。这些部队是联合组建的，由不同类别的军人--动员兵、志愿兵和武装部队的不同兵种--组成。也就是说，我再说一遍，他们并不一定是 "俘虏"。这是敌方宣传的虚构"。

## 指挥官[24]
达吉斯坦人阿利丁·马赫穆多夫呼号为“阿里”,是伏尔加格勒地区拳击联合会副主席，同时也担任总指挥官。乌克兰方对其悬赏400万格里夫纳。

## 成员
根据实施阶段不同略有差别。Project K阶段主要由囚犯构成，不接受前警察加入。风暴Z阶段25%的成员是前警察。但一些普通士兵也被分配到他们中，作为对违反纪律如执勤时醉酒、吸毒和拒绝执行命令的惩罚。

## 训练[26][9]
根据俄罗斯国防部的披露，在训练场上，風暴战士学习射击战斗中移动战术技能的使用，在与敌人目视接触的情况下使用手榴弹、反坦克榴弹发射器和轻武器压制火力点和狙击手阵地。除了火力和战术训练外，突击部队还开设战术医学、无人机控制、军事地形和通信课程。
RUTUBE军事频道发布的一个视频中，呼号为“Vityaz”的支队指挥官表示新来的人员在尽可能接近战斗的条件下接受训练。

## 待遇[28]
- 风暴Z战士的工资与北部军区其他军事人员相同。
- 如果风暴Z战士死亡，其亲属可以获得国家规定的金钱赔偿。提供财政支持和各种付款的职责由莫斯科第 45807 军事单位承担。[29]
- 通过作战进行“赎罪”，囚犯可以获得赦免。

## 事件
在瓦格納集團叛亂期间，若干个风暴Z部队承诺忠于瓦格纳集团并协助叶夫根尼·普里戈任推翻俄罗斯现有军事结构。然而，在普里戈任结束叛乱并在莫斯科郊外调转部队后，这些风暴Z部队指责其“懦弱”，称由于他们对瓦格纳的支持，他们的指挥官已经开始对不忠的部队进行惩罚。

## 法律地位和管控
記者葉卡捷琳娜·維諾庫洛娃（Ekaterina Vinokurova）和政治學家伊利亞·格拉什琴科夫（Ilya Grashchenkov）聯合進行的一項調查，超過一半的俄羅斯人（55%）不支持赦免曾被判犯有嚴重罪行的烏克蘭軍事行動參與者。
2024年3月13日 ，俄國家杜馬代表表妮娜·奧斯塔尼娜提議加強對特別军事行動後釋放囚犯的控制。

### 法律地位
動員和徵兵律師亞歷山大·佩雷德魯克（Alexander Peredruk）解释到，合約兵是指與國防部簽訂相應合約而成為合約兵的軍事專家，或者是提供兵役的部门。而（参与特别军事行动的）志愿者在俄罗斯没有法律地位，加入這些志願部隊的人不是軍事人員。
軍事律師馬克西姆·格雷本尤克表示，俄罗斯法律上不存在「志願者」，這個詞包含了三個完全不同的概念：第一類包括自願動員的人。第二類是短期合約志願者，他們來到合約服務選擇點並寫下一份聲明，表示他們希望在特殊軍事行動期間與國防部簽訂短期合約。 法律他們是合約兵，同時也是志願者。第三類是在志工隊伍中服務的志工。他們與國防部簽訂了合同，但這是一份志願兵服役合約。他們不是軍人，也不是合约兵。他們在志工隊伍中服役。他們也被稱為志願者，风暴Z战士属于第三类。

## 批评
“囚犯需要重新社会化和心理援助，”人权项目“Sitting Rus”的创始人奥尔加·罗曼诺娃（Olga Romanova）说道。“俄罗斯政府正在把魔鬼从瓶子里放出来——从社会安全权的角度来看，这提出了重大问题。在将那些犯有谋杀或武装抢劫罪的人释放到野外之前，更不用说通过前线，他们必须‘治愈’并成为正常人，而不是对社会构成危险。”

## 相关出版物
《У вас нет других нас》， «Яуза-каталог»出版社, 2024年，ISBN:978-5-00155-683-1

## 媒体
- 今日俄罗斯纪录片《Защитники Донбасса. На линии фронта》，2022-09-15。[8]
- Current Time电视台《幽灵屠杀：俄罗斯囚犯如何在乌克兰作战》（Бойня призраков. Как российские заключенные воюют в Украине）[37][38]